# Skarvsjömyrarnas naturreservat
Skarvsjömyrarnas naturreservat är ett naturreservat i Storumans kommun och Vilhelmina kommun i Västerbottens län.
Området är naturskyddat sedan 2019 och är 61,7 kvadratkilometer stort. Reservatet ligger söder om Skarvsjön och består av ett större myrkomplex med mindre sjöar.